# 戸塚岩夫
戸塚岩夫（とつか いわお、1925年11月19日 - ）は、日本の大蔵官僚。

## 来歴
東京府出身。1944年10月東京帝国大学法学部法律学科。
1945年6月海軍少尉・日向乗組。同年9月に充員召集解除され、大学に復学。
1948年9月東京大学法学部法律学科卒業。
1949年3月国家公務員採用試験（行政職）に合格。大蔵省入省（主税局）。
1953年7月富士宮税務署長。
1954年7月目黒税務署長。主計局の主計官補佐時代には防衛予算と農林予算を担当した。
1972年6月 主計局総務課長。
1973年6月関東信越国税局長。
1974年6月国土庁計画・調整局次長。1975年7月8日 大臣官房審議官（大臣官房担当）兼財務研修所長。1976年6月25日 理財局次長（旧理財担当）。
1977年6月10日 関税局長。
1978年6月17日 退官。同年7月農用地開発公団副理事長。
1985年 国家公務員共済組合連合会理事長。
1992年 日本長期信用銀行監査役。

## 略歴
- 1949年4月：大蔵省入省（主税局）。
- 1951年4月：大阪国税局調査査察部調査第二課。
- 1951年8月：大阪国税局調査査察部調査第三課。
- 1951年11月：大阪国税局調査査察部国税調査官。
- 1952年7月：大阪国税局調査査察部調査第一課。
- 1952年9月：東京国税局総務部総務課。
- 1953年7月：富士宮税務署長。
- 1954年7月：目黒税務署長。
- 1955年6月：国税庁調査査察部査察課長補佐。
- 1958年6月：主計局総務課長補佐。
- 1958年6月：主計局法規課長補佐。
- 1960年7月：主計局主計官補佐（防衛係）。
- 1962年6月：主計局主計官補佐（農林係）。
- 1964年7月：名古屋国税局直税部長。
- 1966年6月：経済企画庁総合計画局計画官（地域経済部門計画担当）
- 1968年6月：大臣官房参事官（都市政策、沖縄、海外経済協力問題担当）[2]。
- 1970年7月：主計局法規課長。
- 1972年6月：主計局総務課長。
- 1973年8月：関東信越国税局長。
- 1974年6月：国土庁計画・調整局次長。
- 1975年7月8日：大臣官房審議官（大臣官房担当） 兼 財務研修所長。
- 1976年6月25日：理財局次長（旧理財担当）。
- 1977年6月10日：関税局長。
- 1978年6月17日：退官。